# The Secret of Association
The Secret of Association ist das zweite Studioalbum des englischen Sängers Paul Young aus dem Jahr 1985. Es erschien im März des Jahres bei Columbia Records.

## Geschichte
Das Album wurde von Laurie Latham produziert, der auch zugleich als Toningenieur fungierte, und von 1984 bis 1985 eingespielt. Mark Pinder ist am Schlagzeug zu hören, Pino Palladino spielte Bass, Steve Bolton und John Turnbull Gitarre, B.J. Cole Pedal Steel Guitar. Ian Kewley spielte die Tasteninstrumente. Aus dem Album wurden vier Singles ausgekoppelt, insbesondere Every Time You Go Away, eine Coverversion von Hall & Oates, entwickelte sich zum Hit. Wie Youngs Debüt No Parlez kombinierte das Album Coverversionen mit eigenen Stücken Youngs.

## Titelliste
Alle Stücke wurden von Paul Young und Ian Kewley geschrieben, außer wo angegeben.
1. Bite the Hand That Feeds (Billy Livsey, Graham Lyle) – 4:31
2. Every Time You Go Away (Daryl Hall) – 4:24
3. I’m Gonna Tear Your Playhouse Down (Earl Randle) – 5:05
4. Standing on the Edge (Andrew Barfield) – 4:38
5. Soldier’s Things (Tom Waits) – 6:21
6. Everything Must Change – 5:35
7. Tomb of Memories – 3:53
8. One Step Forward – 3:42
9. Hot Fun – 4:26
10. This Means Anything – 3:13
11. I Was in Chains (Gavin Sutherland) – 5:42
12. Man in the Iron Mask (Billy Bragg) – 3:13 (Nicht auf Vinyl- und US-Veröffentlichungen)

Auf einigen Cassettenausgaben ist "Man in the Iron Mask" Titel 6, Titel 2, 3, 6, 9 und 11 sind durch Extended Remix Versions ersetzt.
The Secret of Association wurde 2007 als Doppel-CD-Album wiederveröffentlicht, unter Lizenz von Edsel (EDSD2006). Es enthielt eine zweite CD mit 12"-Remixes and Livetiteln. The Man in the Iron Mask war nicht auf der ersten CD, sondern auf der zweiten.
CD2:
1. I’m Gonna Tear Your Playhouse Down (Special Extended Mix)
2. Everything Must Change (12"-Mix)
3. Give Me My Freedom
4. Every Time You Go Away (12"-Mix)
5. Tomb of Memories (12"-Mix)
6. Man in the Iron Mask
7. Bite the Hand That Feeds (Live at Hammersmith Odeon)
8. No Parlez (Live at Hammersmith Odeon)

## Rezension
Jose F. Promis schrieb bei AllMusic: „In 1985, however, with his stellar album The Secret of Association, the British singer gained his highest level of commercial success with several hit singles, most notably his chart-topping cover of Daryl Hall’s Every Time You Go Away, which was miles better than the original. Featuring lush orchestration and Young’s signature, soulful vocals, this album remains the singer’s best, and one of the better albums of the 1980s.“ Es wurden vier von fünf Sternen vergeben.

## Kommerzieller Erfolg

### Chartplatzierungen
Das Album erreichte Platz 19 der US-amerikanischen Billboard 200.
| ChartsChartplatzierungen       | Höchstplatzierung | Wochen |
| ------------------------------ | ----------------- | ------ |
| Deutschland (GfK)              | 6 (22 Wo.)        | 22     |
| Österreich (Ö3)                | 20 (4 Wo.)        | 4      |
| Schweiz (IFPI)                 | 4 (11 Wo.)        | 11     |
| Vereinigte Staaten (Billboard) | 19 (43 Wo.)       | 43     |
| Vereinigtes Königreich (OCC)   | 1 (49 Wo.)        | 49     |

| ChartsJahrescharts (1985) | Platzierung |
| ------------------------- | ----------- |
| Deutschland (GfK)         | 54          |

### Auszeichnungen für Musikverkäufe
| Land/Region                  | Auszeichnungen für Musikverkäufe (Land/Region, Auszeichnung, Verkäufe) | Verkäufe  |
| ---------------------------- | ---------------------------------------------------------------------- | --------- |
| Australien (ARIA)            | Platin                                                                 | 70.000    |
| Finnland (IFPI)              | Gold                                                                   | 30.254    |
| Frankreich (SNEP)            | Gold                                                                   | 100.000   |
| Japan (RIAJ)                 | Platin                                                                 | 200.000   |
| Kanada (MC)                  | 2× Platin                                                              | 200.000   |
| Neuseeland (RMNZ)            | Platin                                                                 | 20.000    |
| Vereinigte Staaten (RIAA)    | Gold                                                                   | 500.000   |
| Vereinigtes Königreich (BPI) | 2× Platin                                                              | 60.000    |
| Insgesamt                    | 3× Gold · 7× Platin ·                                                  | 1.720.254 |